# 莱索托历史
现今莱索托的历史可以追溯到4万年前。目前史学界较为公认的说法是，莱索托的巴苏陀族是山人（the San）、科伊人和一支自非洲中东部迁徙而来的班图语族人的后裔。现今的莱索托于1822年由酋长莫舒舒整合为一个单一的政治实体，当时称为巴苏陀兰，在与布尔人的不断战争后于1867年成为英国保护国，巴苏陀兰于1966年独立，并成立莱索托王国。

## 早期历史
在某个时期，班图语族的人们迁徙至莱索托地区，这个是由于莱索托境内具有广袤的肥沃土地。这些居民说着一种独一无二的方言“南索托”，他们称自己为巴索托。
现今莱索托王国的疆域边界，形成于1820至1830年代。19世纪初，非洲南部的班图人部落之间为了争夺土地与水源，当时强大的祖鲁族部落不断扩张，一些弱势部族被迫迁徙，史称“姆菲卡尼”（Mfecane，又称弃土运动）；而一些稍有力量的部族则选择反抗，因此爆发了旷日持久的“部落战争”，史称“祖鲁内战”（Zulu Civil War）。1818年，当北方的祖鲁王国在逐渐称雄之时，南方的一些分散在现莱索托（当时称巴苏陀兰）南部的小部落也被莫舒舒一世酋长给征服统一起来。

## 巴苏陀王国早期（1822-1868年）

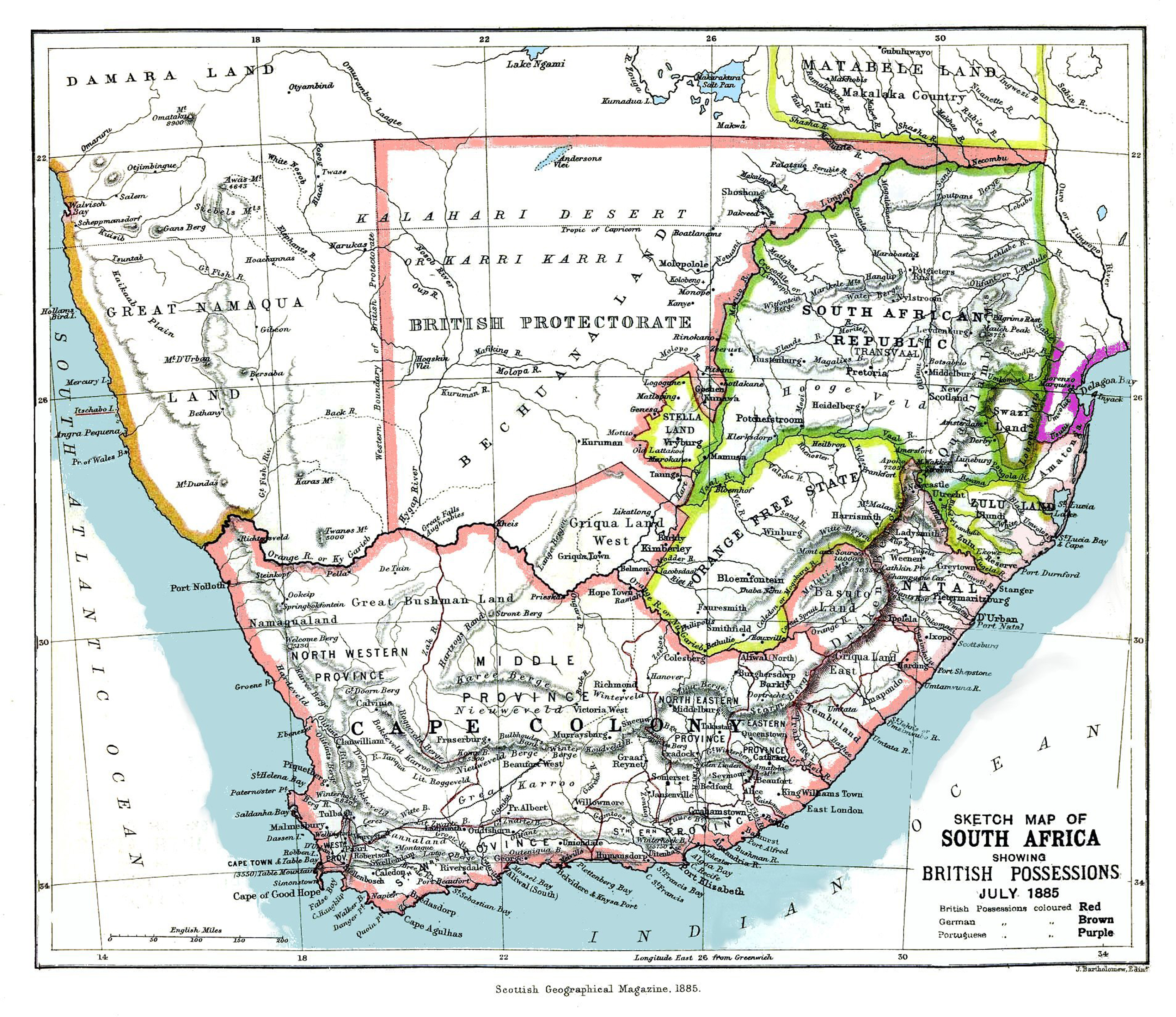
1885年南非、莱索托和斯威士兰。

1822年，酋长莫舒舒一世将降服的各部族整合为一个单一的政治实体，建立中央集权的巴苏陀王国。
1823年-1868年，发生一系列与在此定居的荷兰殖民者布尔人的战争。1833年，莫舒舒一世主动邀请了一些法国牧师来传教，使整个国家都皈依了基督教。1843年，和格里夸兰地区的布尔人签订和约。1853年，和英国爆发了小型冲突，后停战达成和平协议。
1858年，重新爆发和布尔人争夺土地的冲突，并于1865年后愈演愈烈。

## 巴苏陀兰殖民时期（1868-1966年）
1868年，莫舒舒一世被迫无奈，最后请求英国保护，以割让土地与英国的方式成为其保护地，称为巴苏陀兰（Basutoland）。1870年，莫舒舒一世驾崩。
1871年，英国将巴苏陀兰保护地并入开普殖民地。1879年，南部的酋长起义反抗英国殖民统治，后被血腥镇压。1880年，英殖民当局要求人民上缴武器、解除武装，遭民众强烈抵制，爆发“巴苏陀枪械战争”（1880-1881）。1881年，战争平息，但局部地区仍有零星摩擦。1884年，鉴于开普殖民地无法管制巴苏陀兰回归其自身的王权统治。遂英国采取分而治之的策略，是年宣布巴苏陀兰成为“高级专员领地”并将其分为七个行政区，各个分区都派遣英国专员常驻。1910年，英国成立南非联邦，并想将巴苏陀兰与之合并。而因当时南非联邦实行种族隔离政策，因此民众强烈抵制合并。
1945年，二战结束后，英法在非洲的殖民统治基本被摧毁。1955年，巴苏陀兰向英方要求归还行政权与立法权。1959年，英国批准了巴苏陀兰宪法改革的白皮书，规定成立“立宪议会”与“自治政府”（实质上只是形式地下放权力，重要问题依旧由英国专员决策）。是年，颁布了新宪法，开始准备立法机关“立宪议会”的选举。1960年，“立宪议会”的选举中，巴苏陀兰大会党 （BCP）取得决定性的胜利。1965年4月29日，举行了巴苏陀兰第一次全国普选性质的议会选举，因南非政府的财力物力支持，巴苏陀兰国民党（BNP）取得了多数党席位，次日建立了自制政府，大酋长莫舒舒二世的国王地位得到确认。

## 莱索托王国时期（1966年-现在）

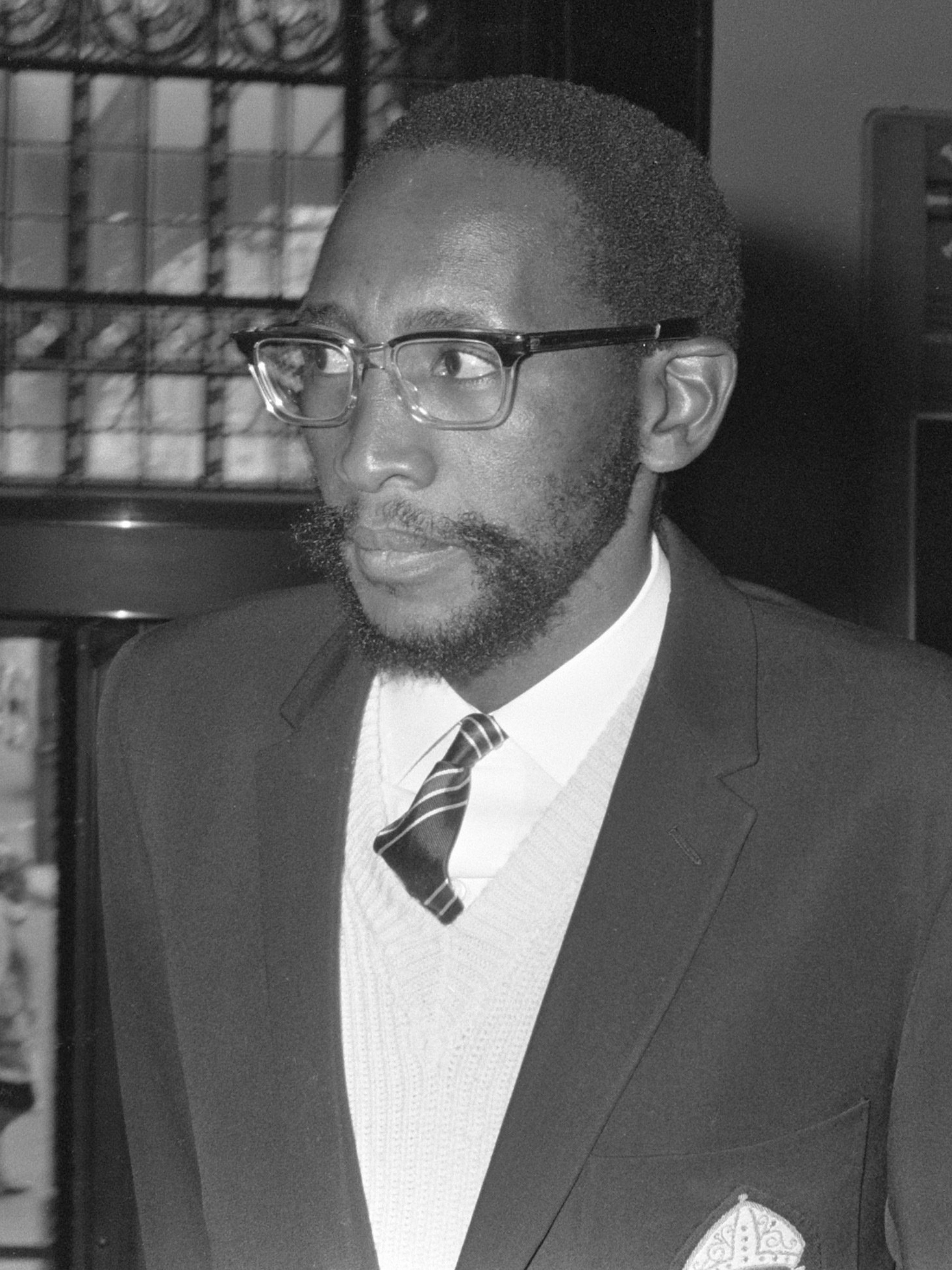
1970年流亡荷兰的莫舒舒二世国王

1966年10月4日，莫舒舒二世宣布独立，立国号为莱索托王国，实行君主立宪制，巴索托国民党（BNP）领导人莱布阿·乔纳森任首相。1970年1月，因乔纳森执政初期极力靠拢南非种族主义政府导致其失去民心，因而在独立后举行的第一次普选中，反对党巴索托大会党（BCP）取得多数党地位。1970年2月，乔纳森 拒绝交出权力，反而宣布进入紧急状态，中止宪法，解散议会，将反对党高层抓捕入狱，并自宣为国家元首。国王莫舒舒二世被软禁，后流亡国外。1970年6月，莫舒舒二世表示愿意接受不再参政的要求，于12月回国即国王位，而乔纳森实行独裁统治。
1973年3月，在国内外舆论压力下，乔纳森开始疏离南非，并组建了包含反对党在内的“临时国民议会”，以起草新宪法。1973年7月，乔纳森宣布取消紧急状态。而这样的安抚政策导致反对党分裂成愿意参会的“国内派”与不愿意参与的“国外派”。“国外派”还受南非资助组建了军事力量“莱索托人民军”。乔纳森因此与南非决裂。1986年1月1日，南非封锁莱的边境，导致莱索托兵变，莱克汗亚（Lekhanya）将军推翻乔纳森政府。随后“临时国民议会”被军事委员会取代，而国家最高行政和立法权力也被移交给国王（但要接受军事委员会的指导）。
1988年4月，莱索托五个主要反对党向非洲统一组织、英联邦和南非政府发出呼吁，要求恢复文职政府。不久，巴索托大会党（BCP）领导人恩祖‧莫赫勒结束14年的流亡回国参与和平谈判。1990年2月，军政府与国王争权，莫舒舒二世被剥夺了立法权和行政权。1990年11月，军政府废黜莫舒舒二世，册立其长子莱齐耶三世为国王。1991年4月30日，再度爆发军事政变，莱克汗亚（Lekhanya）被赶下台，埃利亚斯·拉马艾马上校任军事委员会主席。1992年6月，军事委员会宣布将于11月举行大选。并遣人到伦敦请国王莫舒舒二世回国。1993年3月，军政府还政于民，在国际社会监督下，举行第二次大选。巴索托大会党（BCP）赢得54%的选票，党主席恩祖‧莫赫勒出任首相。
1994年初，士兵因对军饷和待遇不满而爆发军队内部冲突。当年8月，莱齐耶三世趁乱发动政变，宣布解散议会和政府夺回政权并重选议会，且提出恢复莫舒舒二世的王位。1995年1月25日，莫舒舒二世复位。
1996年1月，莫舒舒二世遇车祸身亡。2月，莱齐耶三世再度登基。1998年5月，举行第三次大选，莱索托民主大会党以绝对优势取胜，帕卡利塔·莫西西里出任首相。反对党抵制新政府，军人哗变，爆发军事政变。2002年5月，按照混合选举模式顺利举行大选，莱索托民主大会党仍然取胜，党首帕卡利塔·莫西西里出任首相。
2007年2月17日，举行新一届议会选举。莱索托民主大会党又赢得议会120个席位中的61席，全巴苏陀大会党赢得17个席位。